# XIV Giochi panamericani
I XIV Giochi panamericani si disputarono a Santo Domingo, Repubblica Dominicana, dal 1º al 17 agosto 2003 e videro la partecipazione di 44 paesi per un totale di 5192 atleti. L'assegnazione A Santo Domingo dei Giochi risale alla fine del 1998, quando la Repubblica Dominicana aveva uno dei tassi di crescita più alti in America Latina. Parteciparono all'evento circa 5325 atleti in rappresentanza di 42 nazioni.

## Assegnazione
Santo Domingo ebbe l'assegnazione dei Giochi nel 1998, quando nella votazione dei membri della PASO riunitisi a Panama ebbe la meglio sulla messicana Guadalajara e sulla colombiana Medellín. Anni dopo Guadalajara avrebbe ottenuto l'assegnazione per l'edizione del 2011, peraltro come unica città candidata.

## I Giochi

### Sport
Ai Giochi del 2003 tornò in programma la palla basca.
- Atletica leggera
- Badminton
- Baseball
- Beach volley
- Bowling
- Calcio
- Canottaggio
- Canoa/kayak
- Ciclismo
- Equitazione
- Ginnastica
- Hockey su prato
- Judo
- Karate
- Lotta
- Nuoto
- Nuoto sincronizzato
- Palla basca
- Pallacanestro
- Pallamano

- Pallanuoto
- Pallavolo
- Pattinaggio a rotelle
- Pentathlon moderno
- Pugilato
- Racquetball
- Rugby a 7
- Scherma
- Sci nautico
- Softball
- Sollevamento pesi
- Squash
- Taekwondo
- Tennis
- Tennis tavolo
- Tiro
- Tiro con l'arco
- Triathlon
- Tuffi
- Vela

## Medagliere
| #      | Nazione           | Oro | Argento | Bronzo | Totale |
| ------ | ----------------- | --- | ------- | ------ | ------ |
| 1      | Stati Uniti       | 117 | 80      | 73     | 270    |
| 2      | Cuba              | 72  | 41      | 39     | 152    |
| 3      | Canada            | 29  | 57      | 42     | 128    |
| 4      | Brasile           | 29  | 40      | 54     | 123    |
| 5      | Messico           | 20  | 27      | 32     | 79     |
| 6      | Venezuela         | 16  | 21      | 27     | 64     |
| 7      | Argentina         | 16  | 20      | 27     | 63     |
| 8      | Colombia          | 11  | 8       | 24     | 43     |
| 9      | Rep. Dominicana   | 10  | 12      | 19     | 41     |
| 10     | Giamaica          | 5   | 2       | 6      | 13     |
| 11     | Porto Rico        | 3   | 4       | 9      | 16     |
| 12     | Ecuador           | 3   | 1       | 5      | 9      |
| 13     | Cile              | 2   | 10      | 10     | 22     |
| 14     | Trinidad e Tobago | 2   | 4       | 1      | 7      |
| 15     | Uruguay           | 2   | 1       | 5      | 8      |
| 16     | Perù              | 1   | 1       | 8      | 10     |
| 17     | Suriname          | 1   | 0       | 0      | 1      |
| 18     | Guatemala         | 0   | 3       | 9      | 12     |
| 19     | El Salvador       | 0   | 2       | 2      | 4      |
| 20     | Bahamas           | 0   | 2       | 0      | 2      |
| 21     | Haiti             | 0   | 1       | 2      | 3      |
| 22     | Grenada           | 0   | 1       | 1      | 2      |
| 22     | Guyana            | 0   | 1       | 1      | 2      |
| 24     | Isole Cayman      | 0   | 1       | 0      | 1      |
| 24     | Bermuda           | 0   | 1       | 0      | 1      |
| 26     | Bolivia           | 0   | 0       | 2      | 2      |
| 26     | Panama            | 0   | 0       | 2      | 2      |
| 28     | Antille Olandesi  | 0   | 0       | 1      | 1      |
| 28     | Barbados          | 0   | 0       | 1      | 1      |
| 28     | Costa Rica        | 0   | 0       | 1      | 1      |
| 28     | Honduras          | 0   | 0       | 1      | 1      |
| 28     | Saint Lucia       | 0   | 0       | 1      | 1      |
| Totale | Totale            | 329 | 328     | 392    | 1049   |